# Jelcz M121E4
Jelcz M121E4 – SAM MPK Lublin II – trolejbus na bazie autobusu Jelcz M121I eksploatowany w Lublinie.

## Historia
Po likwidacji JZS Jelcz syndyk wyprzedawał pozostały majątek, z którego MPK Lublin zakupiło trzy surowe nadwozia Jelcza M121I4 w celu podmiany karoserii remontowanych autobusów Jelcz M121M. Jednak po kilku miesiącach postanowiono zbudować z nich trolejbusy, gdyż nadwozia nie nadawały się do planowanego początkowo wykorzystania.
Wybudowano trzy trolejbusy. Pierwszy włączono do eksploatacji 2 marca 2011 r. i oznaczono numerem 3841, kolejny w czerwcu 2011 r. (nr 3852) i ostatni w lecie 2011 r. (nr 3858).

## Budowa

### Nadwozie
Zabudowę nadwozia i jego wykończenie wykonano w warsztatach MPK Lublin. Ściana przednia i tylna, wykonana z tworzyw sztucznych, jest zmodernizowaną wizualnie wersją konstrukcji Jelcza M121E. Zmodernizowane boki nadwozia mają wyrównaną linię okien, jak w Jelczach M121 z roku 2006. Wnętrze wykończono drewnopodobnym laminatem, wyposażono w siedzenia produkcji firmy Astromal i żółte poręcze. Kabinę kierowcy wyprowadzono do przedniej połowy drzwi przednich.

### Silnik
Trolejbus ma szeregowo-bocznikowy silnik prądu stałego Elmor DK210A3P, wyposażony w zestaw styczników rozruchowych w komorze pod tylnymi siedzeniami oraz oporniki rozruchowe na dachu. Jest to taka sama konstrukcja jak w trolejbusie PR110E.

## Dostawy
| Państwo        | Miasto         | Lata dostaw    | Liczba | Numery taborowe  |       |
| -------------- | -------------- | -------------- | ------ | ---------------- | ----- |
| Polska         | Lublin         | 2011           | 3      | 3841, 3852, 3858 | [ 1 ] |
| Łączna liczba: | Łączna liczba: | Łączna liczba: | 3      |                  |       |